# اس‌اس سمتامپا
اس‌اس سمتامپا (به انگلیسی: SS Samtampa) یک کشتی بود که طول آن ۴۴۱ فوت ۶ اینچ (۱۳۴٫۵۷ متر) بود.